# Piz Calderas
Piz Calderas je hora s nadmořskou výškou 3397 m n. m. nalézající se severovýchodně od bývalé obce Sur (dnes součást obce Surses) v kantonu Graubünden ve Švýcarsku. Je to nejvyšší vrchol nad údolím Oberhalbstein.

## Poloha a okolí
Piz Calderas patří do horské skupiny Calderas v regionu Err, který zase patří do Albulských Alp. Přes vrchol vede hranice mezi obcemi Surses a Bever. Piz Calderas sousedí na východě s údolím Val Bever a na západě s údolím Oberhalbstein.
Přímými sousedy Piz Calderas jsou Piz d'Err na severu, Piz Jenatsch na severovýchodě, Piz Picuogl a Tschima da Flix na jihu a Piz Cucarnegl na západě.
V pohoří Piz Calderas se nacházejí dva ledovce. Na severu se nachází Vadret d'Err a na jihu Vadret Calderas.
Obce v údolí pod horou jsou Sur a Bever. Výchozími body pro výstup na vrchol jsou horská chata Chamanna Jenatsch a osada Spinas na východě, Alp Flix u Suru na západě a Julierpass na jihu.

## Trasy na vrchol
Vrchol Piz Calderas je považován za jeden z nejkrásnějších vrcholů poskytujících panoramatické výhledy v Albulských Alpách. Je také snadno dosažitelný na lyžích a nabízí uspokojivý sjezd. Obvykle se na něj leze z Chamanna Jenatsch nebo z Alp Flix.
- Od jihovýchodu přes Vadret Calderas

Normální a zimní trasa. Výchozí bodem je horská chata Chamanna Jenatsch (2652 m). Lehký terén pro chůzi (škrapy, jednoduchý balvanitý hřeben) a lehké firnové svahy, téměř žádné trhliny. Potřebný časna túru na vrchol je 2,5 hodiny.
- Od jihozápadu lze doporučit pouze dobrým horolezcům. Výchozím bodem je Tigias na Alp Flix (1975 m). Na túře je nutné opakované jištění a na cestě jsou delší a exponované lezecké úseky. Potřebný čas je 4,5 hodiny
- přes jihozápadní hřeben. Výchozím bodem je Cuorts na Alp Flix (1963 m). Na túře je nutné opakované jištění a na cestě jsou delší a exponované lezecké úseky. Potřebný čas je 4,5 hodiny.
- přes Piz Cucarnegl. Na túře je nutné opakované jištění a na cestě jsou delší a exponované lezecké úseky. Potřebný čas je 4,5 hodiny.
- Severozápadním svahem - v horní části je sklon 45°. Výchozím bodem je Cuorts na Alp Flix (1963 m). Na túře je nutné opakované jištění a na cestě jsou delší a exponované lezecké úseky. Potřebný čas je 4,5 hodiny.
- Přes severní hřeben od Chamanna Jenatsch. Na túře je nutné opakované jištění a na cestě jsou delší a exponované lezecké úseky. Potřebný čas je 2,5 hodiny.
- Od Alp Flix. Výchozím bodem je Cuorts na Alp Flix (1963 m). Na túře je nutné opakované jištění a na cestě jsou delší a exponované lezecké úseky. Potřebný čas je 5 hodin.
- Přes východní hřeben. Výchozím bodem je Chamanna Jenatsch (2652 m). Na túře je nutné opakované jištění a na cestě jsou delší a exponované lezecké úseky. Potřebný čas je 3,5 hodin.

## Galerie

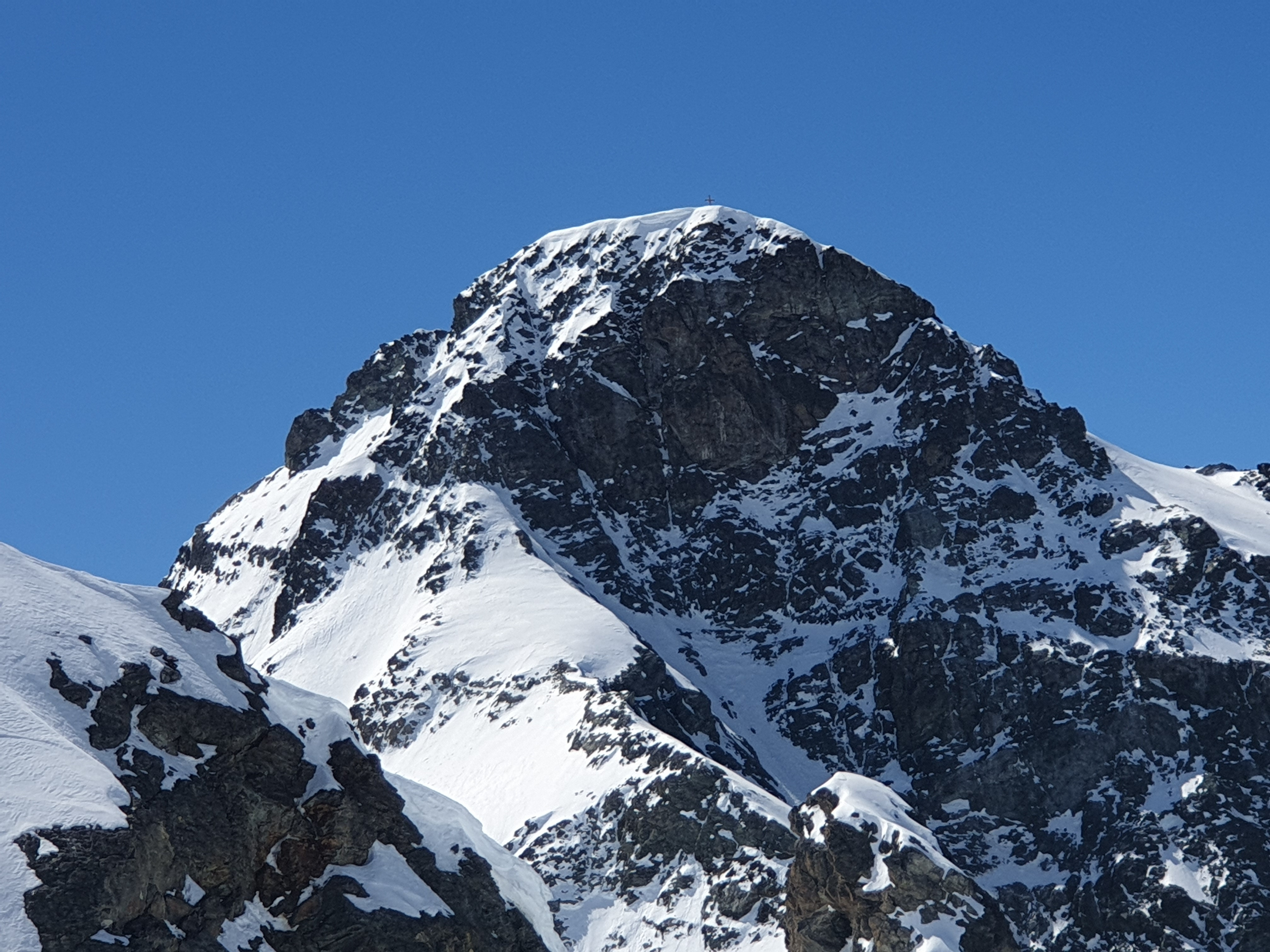
vrchol Piz Calderas ze severozápadu
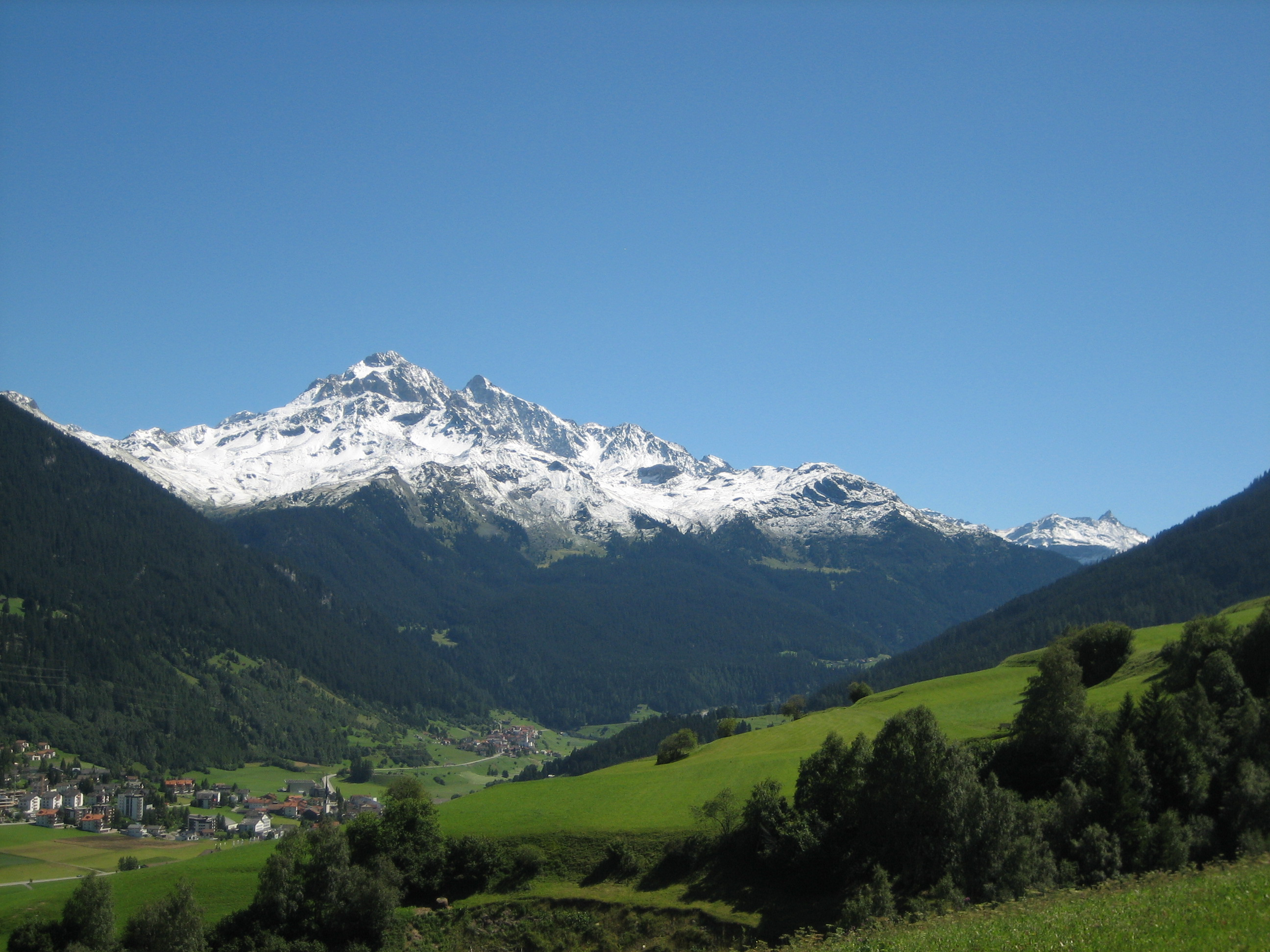
Piz Calderas a Piz d’Err, od Riom-Parsonz
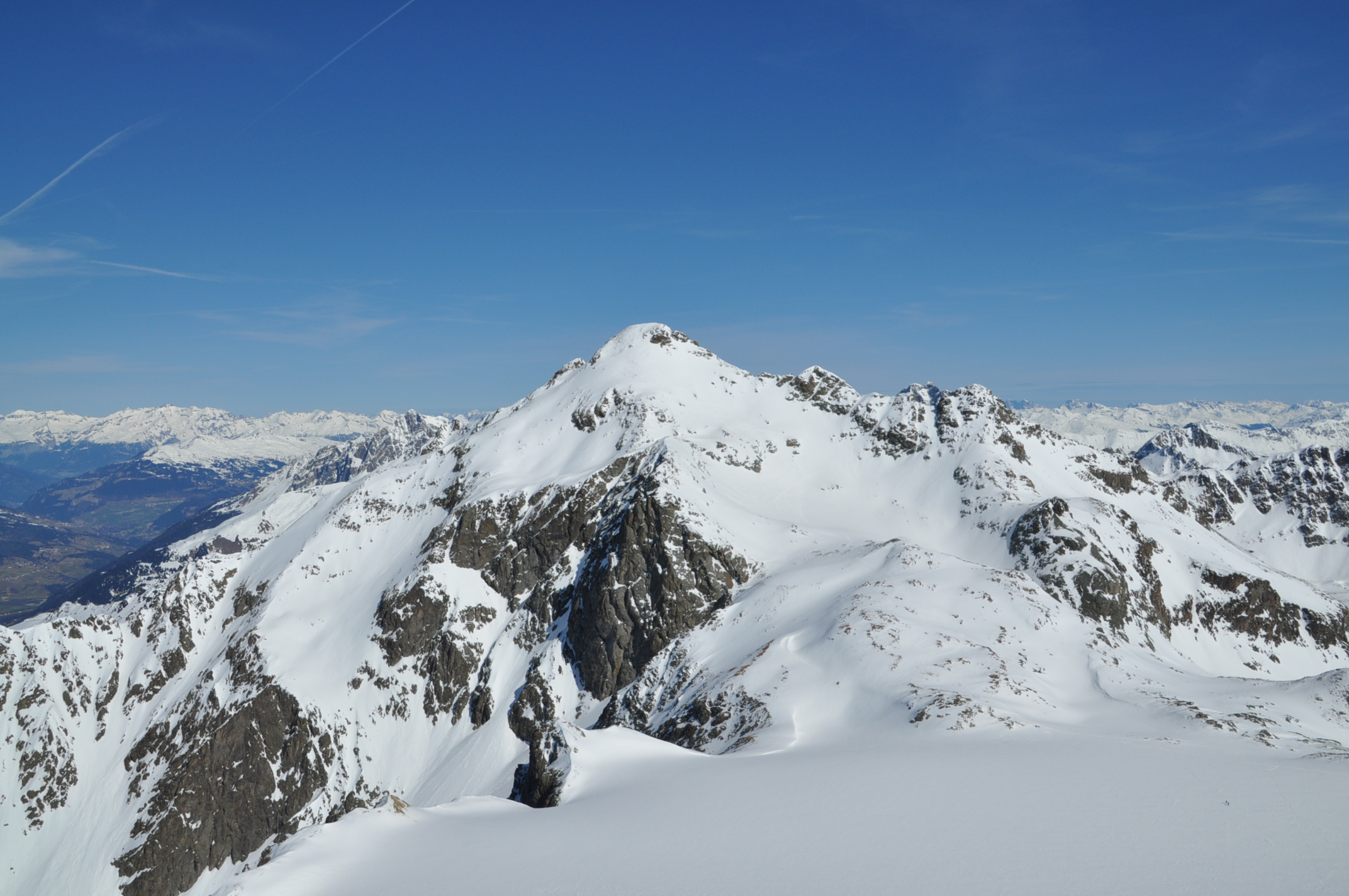
Piz Calderas z Tschima da Flix
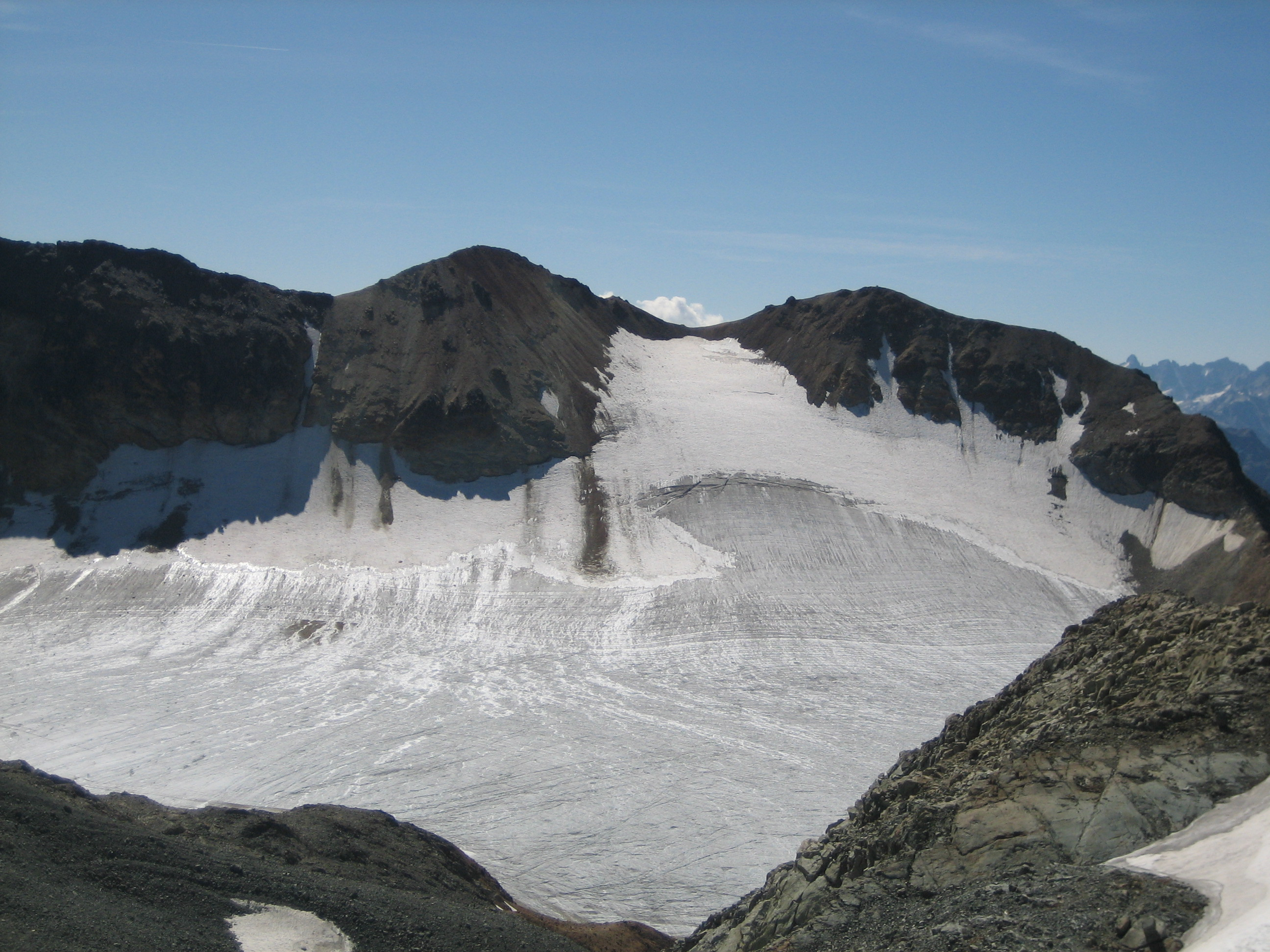
Vadret Calderas a Tschima da Flix během výstupu na Piz Calderas
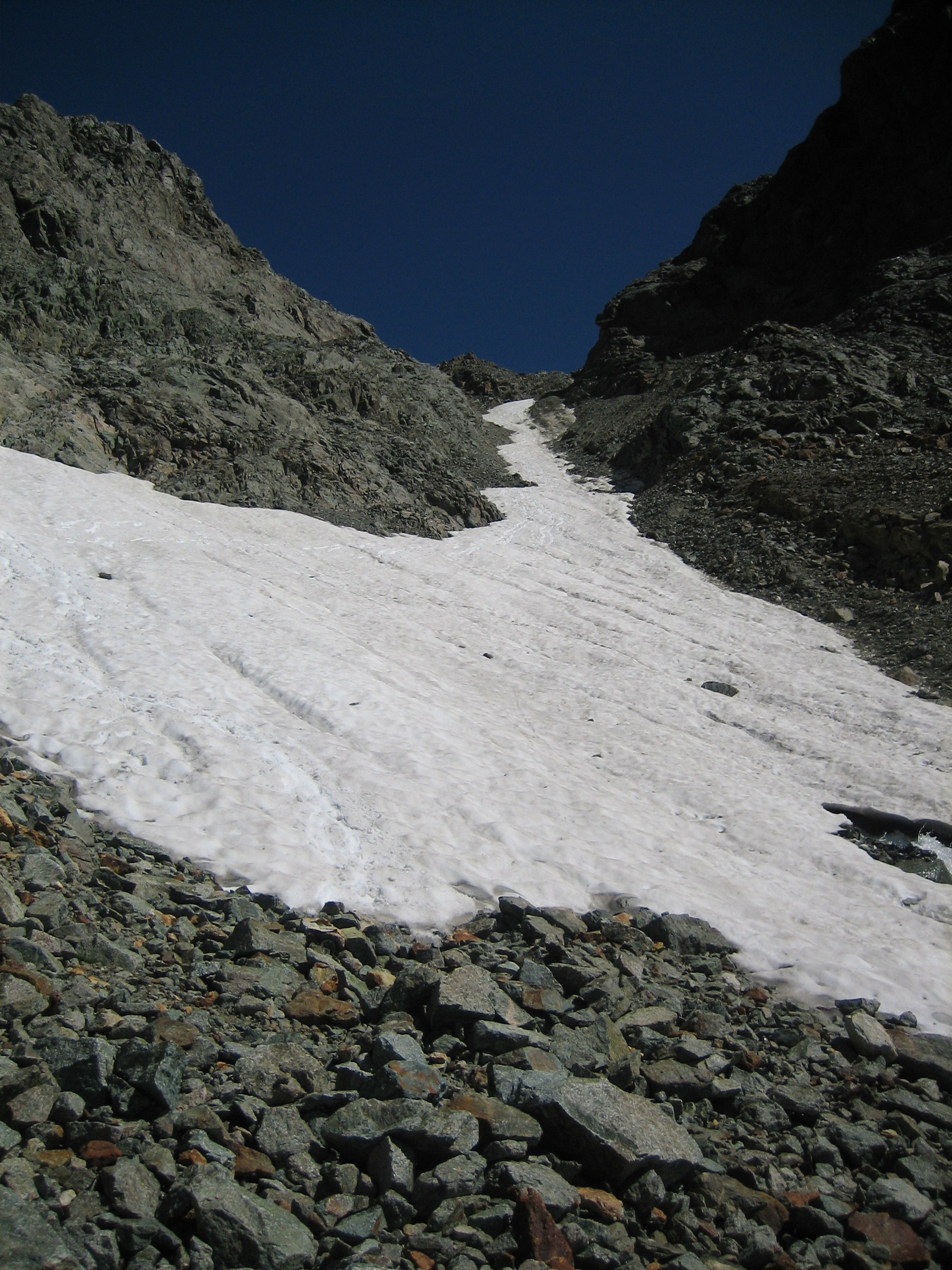
Velmi strmý firnový svah pod ledovcovým sedlem mezi Piz Calderas a Tschima da Flix (viz Trasa od jihozápadu).